# Isochromodes differens
Isochromodes differens är en fjärilsart som beskrevs av W. Warren 1897. Isochromodes differens ingår i släktet Isochromodes och familjen mätare. Inga underarter finns listade i Catalogue of Life.